# Eastar Jet
Eastar Jet (ESR) (in coreano: 이스타 항공) è una compagnia aerea low-cost sudcoreana con sede a Banghwa-dong, Gangseo-gu, Seul. Il 7 gennaio 2009, Eastar Jet ha effettuato il suo primo volo dall'aeroporto Internazionale di Seul-Gimpo all'aeroporto Internazionale di Jeju. La compagnia aerea gestisce una rete passeggeri verso 14 destinazioni in otto paesi. La sua base principale è l'aeroporto Internazionale di Seul Gimpo.
Eastar Jet ha trasportato 3 milioni di passeggeri nazionali e 2,9 milioni di passeggeri internazionali nel 2018. Il suo traffico internazionale è raddoppiato nei tre anni successivi e il suo traffico interno è cresciuto di quasi il 50%.

## Storia
Eastar Jet è stata fondata il 26 ottobre 2007 e ha acquisito il certificato di operatore aereo l'anno successivo, il 6 agosto. Il 7 gennaio 2009, Eastar Jet ha lanciato il suo primo volo commerciale da Seul a Jeju con un Boeing 737. Ha iniziato le operazioni sulla sua secondo rotta, Cheongju-Jeju, il 12 giugno 2009. Sei mesi dopo, il 24 dicembre 2009, ha lanciato il suo primo volo internazionale da Incheon a Kuching, in Malesia. Entro due anni dall'inizio delle operazioni, la compagnia aerea ha raggiunto il milione di passeggeri trasportati il 6 gennaio 2010.
La compagnia aerea è entrata a far parte della U-FLY Alliance il 27 luglio 2016; è il quinto membro dell'alleanza.
Il 2 marzo 2020, Jeju Air, una delle compagnie aeree low cost coreane, ha deciso di rilevare i diritti di gestione di Eastar Jet e ha firmato un contratto di compravendita di azioni, acquisendo il 51,17% del capitale della società per un costo di 54,5 miliardi di won. Il piano di fusione e acquisizione di Jeju Air ha ottenuto l'approvazione dalla Commissione per il commercio equo e solidale della Repubblica di Corea. Tuttavia, il 23 luglio 2020 Jeju Air ha annunciato che avrebbe rinunciato all'acquisizione di Eastar Jet a causa dell'incertezza economica causata dalla pandemia di COVID-19.
Nell'agosto 2020, Eastar Jet ha promosso nuove fusioni e acquisizioni e ha selezionato tre società. Inoltre la compagnia aerea ha iniziato un processo di ristrutturazione, includendo la riduzione della sua flotta di 16 aeromobili a 4 e la riduzione della forza lavoro da 1.200 a 400; tuttavia, Jeju Air riassumerà tutto il suo personale licenziato.
Il 17 giugno 2021 è stato annunciato che Eastar Jet sarà acquisita per oltre 97 milioni di dollari dal promotore immobiliare e offerente Sung Jung, a seguito di un'asta.

## Flotta

### Flotta attuale

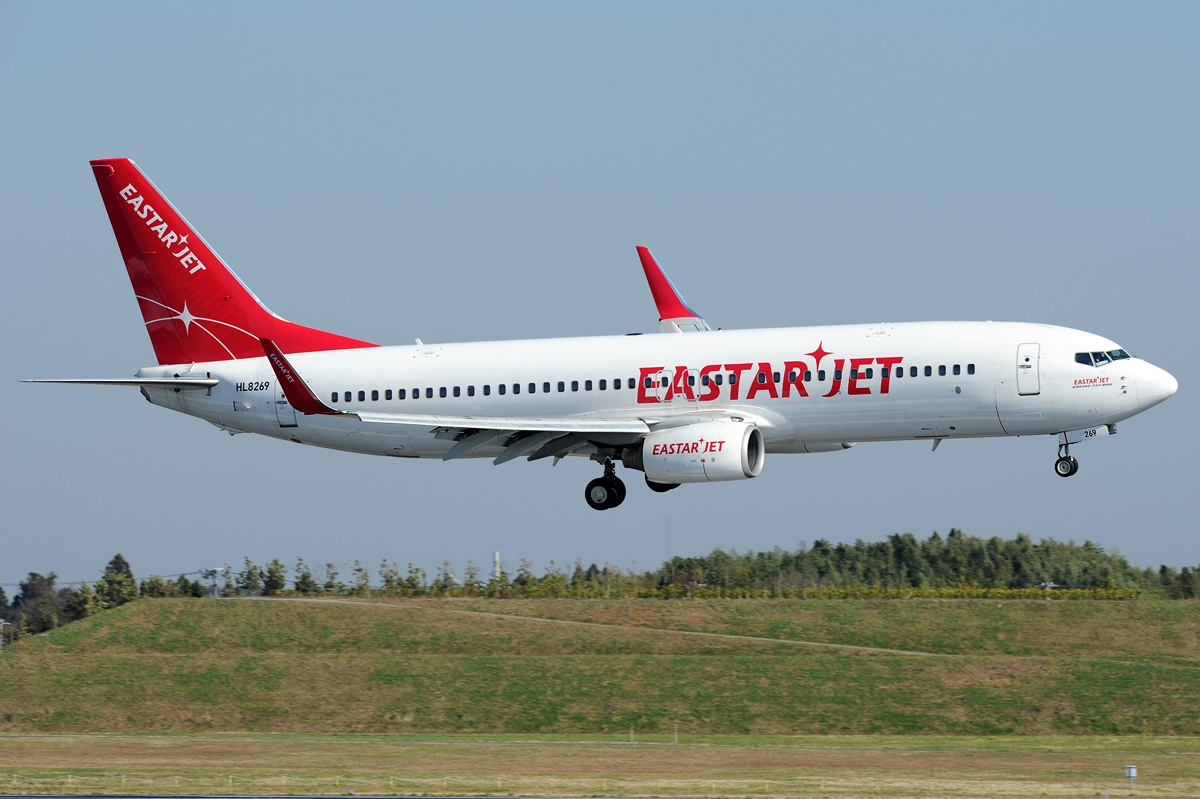
Un Boeing 737-800.

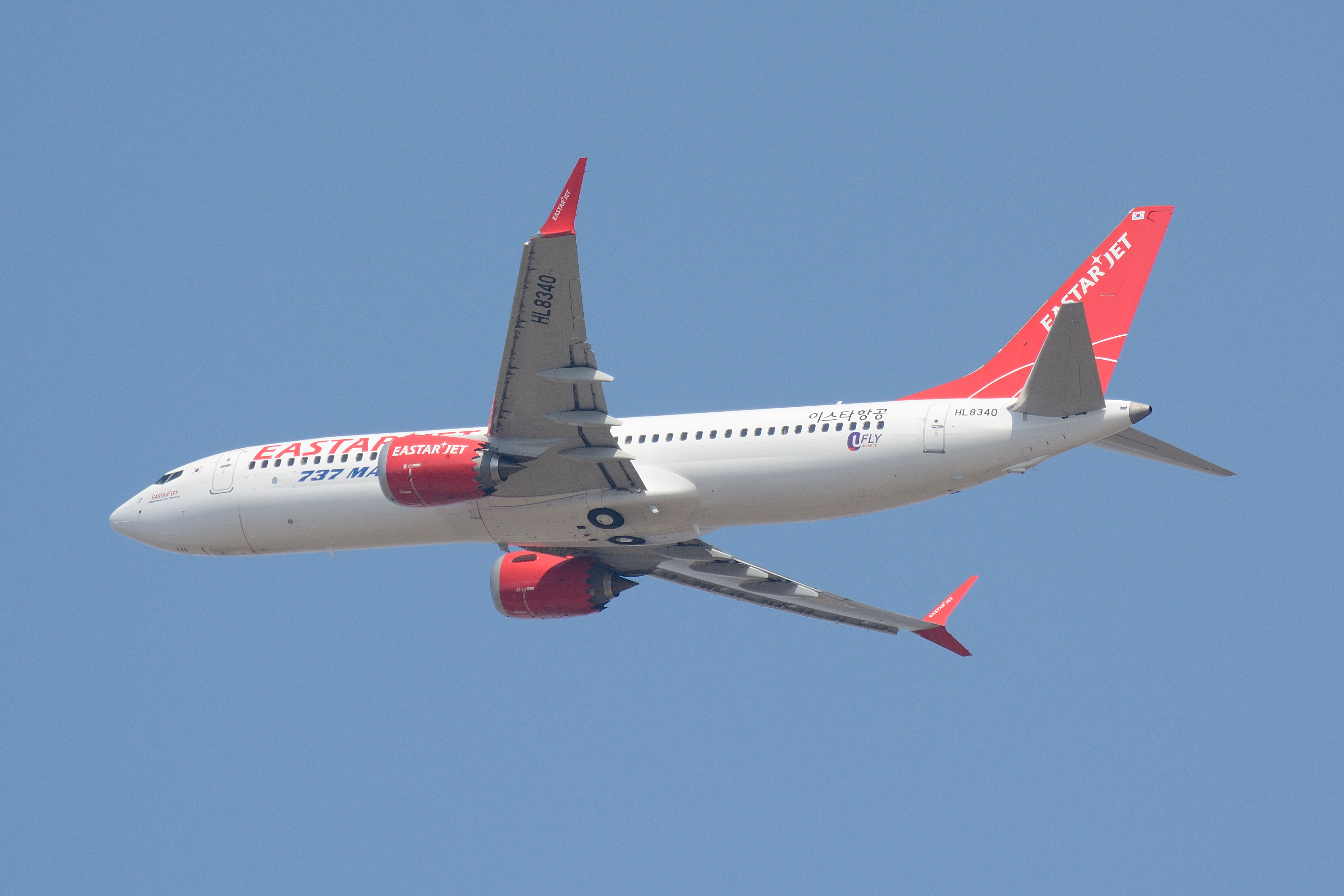
Un Boeing 737 MAX 8.

Ad agosto 2024 la flotta di Eastar Jet è così composta:

### Flotta storica

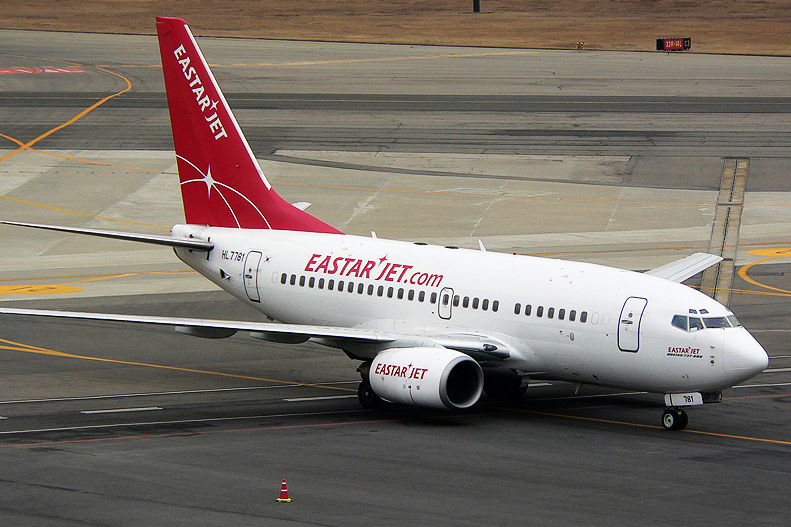
Un Boeing 737-600.

Eastar Jet operava in precedenza con i seguenti aeromobili: